# Metoda magnetyczna

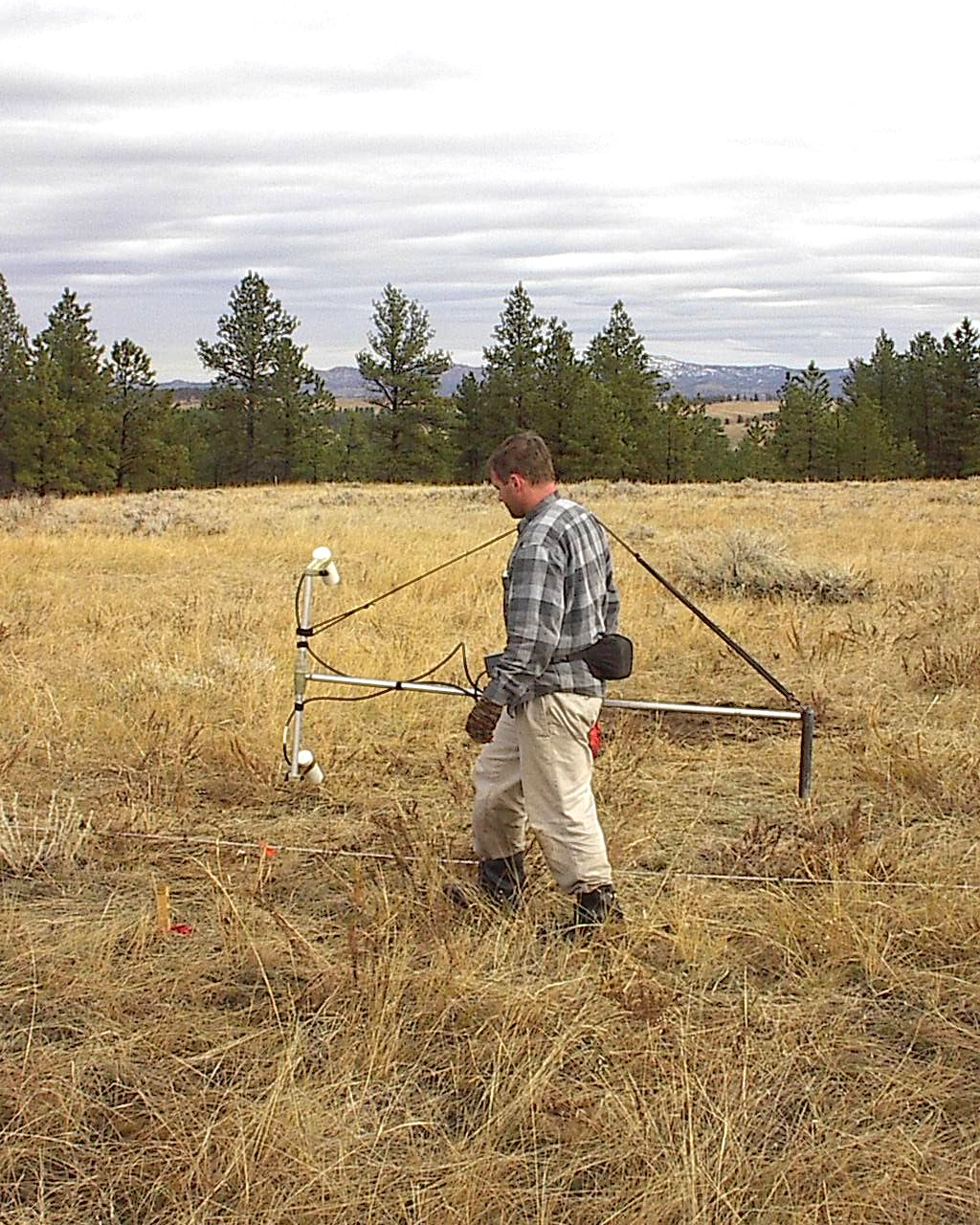
Szukanie zmian pola magnetycznego gradiometrem

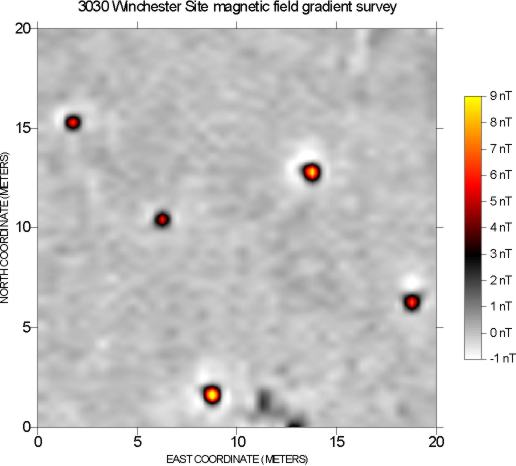
Mapa zmian pola magnetycznego

Metoda magnetyczna – metoda archeologiczna polegająca na lokalizowaniu obiektów archeologicznych na podstawie wytwarzanych przez nie anomalii magnetycznych. Wykrywane zaburzenia są różnicą pomiędzy średnim natężeniem ziemskiego pola magnetycznego na danym terenie a jego wartością w konkretnym punkcie badanego stanowiska.
Metoda magnetyczna została zapożyczona z geologii. Stosuje się ją w poszukiwaniach skał ferromagnetycznych (np. rudy żelaza), przy kartowaniu głębokiego podłoża krystalicznego, przy rozdziale na warstwy płytko występujących skał osadowych zawierających minerały ferromagnetyczne.
W archeologii wymagane są znacznie czulsze urządzenia pomiarowe niż w przypadku geologii. Jest to niedestrukcyjna metoda archeologii.
Metoda opiera się na badaniu lokalnych zmian pola magnetycznego.
Lokalne anomalie magnetyczne są powodowane przez takie zjawiska jak:
- Skupiska substancji posiadającej właściwości magnetyczne:
  - ferromagnetyki,
  - termicznej magnetyzacji,
  - przemieszczone materiały o magnetyzacji szczątkowej,
- Zaburzenia w wyniku podatności magnetycznej.

Rodzaj anomalii oraz ich wielkość w dużym stopniu zależy od odległości między badanym obiektem a obiektem je wywołującym. Głębokość zalegania obiektów w tym wypadku jest bardzo ważna.
Przeprowadzenie badań wymaga przygotowania siatki pomiarowej. Standardowa siatka pomiarowa składa się z prostokątów o bokach 0,5–1 m.
Dzięki obecnym możliwościom technicznym możliwe jest przebadanie obszaru o wielkości 1 ha w ciągu dnia. Aparatura badawcza przechowuje dane w swojej pamięci. Po zakończeniu badań, wyniki można przenieść do komputera i poddać analizie.
Do prowadzenia badań metodą magnetyczną wykorzystuje się magnetometr protonowy.
Mierzone zmiany są niewielkie i mogą być zakłócone aktywnością słoneczną lub instalacjami elektroenergetycznymi. Ograniczenia to zalegające blisko powierzchni ziemi złoża minerałów np. żelaza i w takim przypadku magnetometr nie wskazuje, co znajduje się poniżej. Dokładniejsze metody pomiaru opierają się na pomiarze różnicy pola magnetycznego dwóch sond, przyrząd badający różnicę natężenia pola nazywa się gradiometrem. Najlepsze wyniki osiągają do głębokości jednego metra.
Badania metodą magnetyczną są uzupełnieniem dla badań powierzchniowych. Metodą tą można przebadać łąki, pastwiska, lasy – czyli miejsca niesprzyjające prowadzeniu badań powierzchniowych.
Wyniki badań są przedstawiane w postaci wykresów konturowych.